# Piton Gelé
Piton Gelé är en bergstopp i Martinique.  Den ligger i den nordvästra delen av Martinique, 14 km norr om huvudstaden Fort-de-France. Toppen på Piton Gelé är 923 meter över havet